# Hypselognathus
Hypselognathus är ett släkte av fiskar. Hypselognathus ingår i familjen kantnålsfiskar.
Kladogram enligt Catalogue of Life:
| Hypselognathus | \| \| Hypselognathus horridus \| \| \| \| \| \| Hypselognathus rostratus \| \| \| \| |
|                | \| \| Hypselognathus horridus \| \| \| \| \| \| Hypselognathus rostratus \| \| \| \| |
|                | Hypselognathus horridus                                                              |
|                |                                                                                      |
|                | Hypselognathus rostratus                                                             |
|                |                                                                                      |